# 341 до н. е.

## Події
- Тімолеонт відбудував зруйнований карфагенянами Акрагант
- перси вторглись в Єгипет, піддавши його страшному руйнуванню.
- битва при Криміссі.

## Народились
- Епікур — давньогрецький філософ.